# Parafia Narodzenia Najświętszej Maryi Panny w Pełczycach
Parafia pod wezwaniem Narodzenia Najświętszej Maryi Panny w Pełczycach – parafia rzymskokatolicka należąca do dekanatu Barlinek, archidiecezji szczecińsko-kamieńskiej, metropolii szczecińsko-kamieńskiej. Siedziba mieści się w Pełczycach przy ulicy ks. kan. H. Raźniewskiego 4 (do 2022 r. ul. Kościelna). Prowadzą ją księża diecezjalni.

## Historia parafii
Pierwsze informacje na temat parafii pochodzą z 15 września 1946 roku (kroniki prowadzone przez pierwszego proboszcza parafii – ks. Franciszka Łojka). Pierwotnie Pełczyce obsługiwane były przez niemieckiego księdza o polskim nazwisku Edmunda Helewskiego, który administrował z Chrapowa, gdzie wówczas znajdowała się parafia. Po wojnie, do Pełczyc został przeniesiony z diecezji częstochowskiej ks. Franciszek Łojek, który w kronice parafialnej używa nazwy – Bursztynowo (od Bernstein). 17 sierpnia 1946 roku po dwumiesięcznym pobycie oficjalnie objął parafię. Parafia została erygowana 8 września 1946 roku.

## Proboszczowie
- ks. Franciszek Łojek (1946-1960)
- ks. Mieczysław Żołędziejewski (1960-1967)[2]
- ks. Franciszek Moździerz (1967-1974)[3]
- ks. Tadeusz Drewek (1974-1988)[4]
- ks. Bolesław Dąbrowski (1988-1992)
- ks. Henryk Raźniewski (1992-2022)[5]
- ks. Sebastian Kubiński (od 2022)[6]

## Kościoły
- kościół parafialny pw. Narodzenia NMP w Pełczycach[7], zbudowany w końcu XIII w. z bloków granitowych. Przebudowano go w XV w. w stylu gotyckim oraz w XVIII w., gdy uległ zniszczeniu w pożarze. Kościół posiada ryglową wieżę zakończoną hełmem z 1729 roku. W świątyni znajduje się płaskorzeźba drewniana o motywach heraldycznych i liści akantu z XVIII w., a także inskrypcje: jedna z nich to informacja o pożarze kościoła, a druga wspomina odbudowę kościoła przez króla pruskiego. W czasie wojny kościół ocalał. Poświęcony został 8 września 1946 roku. W ciągu wielu lat ulegał różnym przeobrażeniom i upiększeniom. W latach 60. zmieniono ołtarz oraz witraże (według projektu Ostrzołka z Krakowa). Znajdujący się w kościele ołtarz boczny z drugiej połowy XVIII w. pochodzi z nieistniejącego już kościoła w Niepołcku. Znajduje się tu także chrzcielnica neogotycka oraz żyrandol z 1906 roku ufundowany przez mieszkańców Pełczyc, a wykonany w Berlinie.
- kościół filialny pw. Matki Bożej Częstochowskiej w Bolewicach[7], poświęcony jako pierwszy wśród reszty kościołów wiejskich 25 sierpnia 1946 r., zbudowany w końcu XIII w. z kostki granitowej. W 1928 r. dobudowano wieżę z cegły od strony fasady zachodniej.
- kościół filialny pw. Świętej Rodziny w Chrapowie[7], pochodzi z XIII w., a przebudowany został w II połowie XIX wieku. W czasie przebudowy została dobudowana wieża od strony fasady zachodniej. Kiedy uległ zniszczeniu w czasie wojny, msze św. i inne nabożeństwa odbywały się w kaplicy przy pałacu (do 1968 r.). Chrapowo do 1945 roku było siedzibą niemieckiego księdza katolickiego Edmunda Helewskiego, który obsługiwał duszpastersko także okoliczne wsie i miasta. Podczas wojny ksiądz ten udzielał potajemnie chrztów i pogrzebów wywiezionym tu na roboty Polakom. Kaplica dziś już nie istnieje, lecz mieszkańcy mogą spotykać się w kościele, poświęconym w 1969 roku. Znajduje się tu również cenna granitowa chrzcielnica z XIII w.
- kościół filialny pw. Św. Apostołów Piotra i Pawła w Jagowie[7], zbudowany w 1856 r. z cegły na fundamentach dawnego średniowiecznego kościoła o formach neoromańskich.
- kościół filialny pw. Najświętszego Serca Pana Jezusa w Niesporowicach[7], zbudowany ok. 1600 roku z kamienia polnego. Przebudowany w XIX w.
- kościół filialny pw. Niepokalanego Poczęcia Najświętszej Maryi Panny w Sarniku[7], zbudowany w I połowie XVII w., przebudowany w XIX w.

## Terytorium
Do parafii oprócz Pełczyc, należą następujące miejscowości: 
- Bolewice
- Chrapowo
- Golejewo
- Jagów
- Lasówko
- Ługowo
- Łyskowo
- Niepołcko
- Niesporowice
- Przyłęki
- Sarnik
- Trzęsacz
- Wierzchno
- Wilcze
- Żydowo